# Virginia City (filme)
Virginia City (bra: Caravana do Ouro; prt: Duas Causas) é um filme estadunidense de 1940, dos gêneros drama, ação, ficção histórica e faroeste, dirigido por Michael Curtiz e estrelado por Errol Flynn e Randolph Scott.

## Sinopse

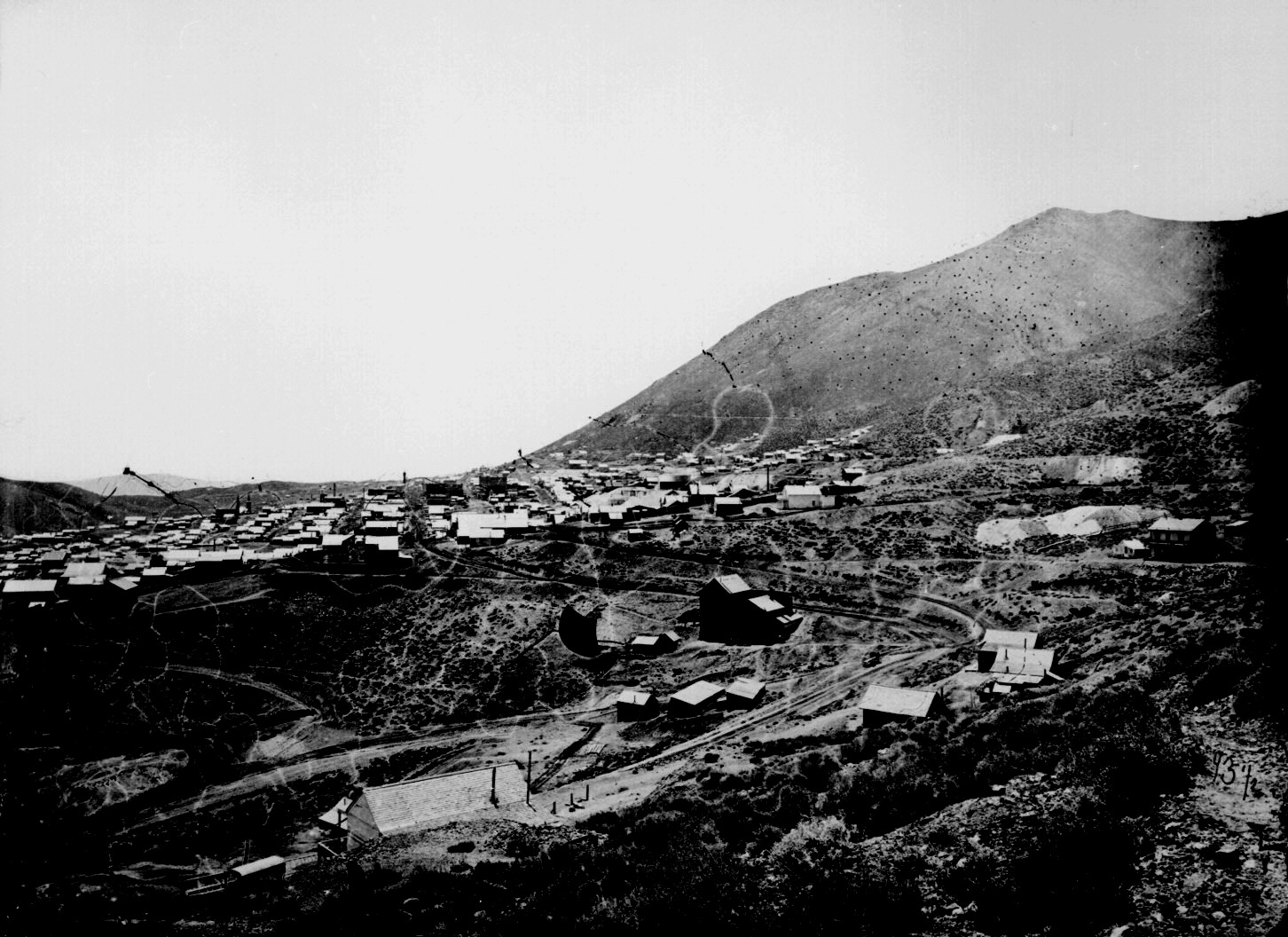
Virgínia City, Nevada, nos anos de 1867-8.

A história ocorre em 1864, durante a Guerra de Secessão estadunidense. Um capitão nortista, Bradford, encontra-se preso em Richmond (Virgínia). Seu carcereiro é um capitão sulista, de nome Vance Irby. Bradford e dois companheiros conseguem fugir e contam aos seus superiores sobre os rumores de um grande transporte de ouro que estaria sendo preparado por mineradores de Nevada para ajudarem os Confederados a continuarem a Guerra. Bradford é enviado à Virginia City, no condado de Storey em Nevada, e se reencontra com Irby. O oficial nortista logo percebe que seu antigo carcereiro é quem está secretamente comandando o transporte do ouro e tenta impedir a saída dele da cidade. Mas Irby faz um acordo com o chefe bandoleiro John Murrell e este ataca as tropas nortistas, distraindo-as até que o capitão confederado consiga deixar Virgínia com dez carroções carregados de barras de ouro em direção ao Texas. Mas Bradford não desiste e parte no encalço da caravana. Além de Bradford, Irby terá que enfrentar uma emboscada preparada por Murrell e seus bandoleiros, que querem roubar a caravana.

## Elenco
| • Errol Flynn     | .... | capitão Kerry Bradford |
| • Miriam Hopkins  | .... | Julia Hayne            |
| • Randolph Scott  | .... | capitão Vance Irby     |
| • Humphrey Bogart | .... | John Murrell           |
| • Frank McHugh    | .... | Mr. Upjohn             |